# 绿荫下
绿荫下（Under the Greenwood Tree: A Rural Painting of the Dutch School）是英国作家托马斯·哈代的一部小说，于1872年匿名出版。这是哈代第二部出版的小说，也是后来成为威塞克斯系列小说的第一部。评论家认为，这是他后来悲剧作品的重要前奏，为作者将一次又一次地回来的威塞克斯设置了场景。哈代本人称，麦尔斯多克村唱诗班西廊乐师的故事是“一幅相当真实的图画，第一手描绘了1850年代乡村中这些管弦乐队中常见的人物、方式和习俗。”

## 情节
小说描写了麦尔斯多克村教堂唱诗班的一群西廊乐师。在小说的开头，在圣诞前夜，唱诗班的小提琴手和歌手 — 包括迪克、他的父亲鲁本·迪威和祖父威廉·迪威 — 在梅尔斯托克村巡演。当小乐队在学校演奏时，年轻的迪克对新来的漂亮迷人的女教师凡茜・戴一见钟情。迪克试图进入她的生活中，但凡茜的美貌也吸引了其他追求者，包括富有的乡绅施纳和博学多才的新任堂会牧师梅波德先生。
梅波德先生告诉唱诗班，他打算让凡茜担任管风琴手，在主日礼拜时取代传统的歌唱和弦乐伴奏。鲁本·迪威和乐队的其他成员前往牧师楼进行谈判，但只能不情愿地让位于牧师的愿望。
迪克似乎赢得了凡茜的芳心，两人秘密订婚。但是凡茜的父亲不同意女儿嫁给贫穷的迪克，希望她嫁给富有的施纳，凡茜停止进食，健康恶化。迪克听说凡茜的决定后，伤心外出。几个月后，凡茜第一次在主日礼拜担任管风琴手，梅波德先生出人意料地向凡茜求婚，许诺凡茜过上相对富裕的生活；经历了内疚和诱惑的折磨，她接受了。然而，第二天，在与迪克的一次偶然会面中，梅波德先生得知，事实上，凡茜已经答应了他。梅波德先生给她写了一封信，劝告她要对迪克诚实，如果她接受梅波德先生的话是真心实意的话，就撤销对迪克的承诺。凡茜取消了与梅波德先生的婚约，并请求他永远保密她曾经接受求婚。梅波德先生再次敦促她对迪克坦诚相待。
在最后一章，鲁本、威廉和其他麦尔斯多克村乡下人，在庆祝迪克和凡茜的婚礼时.欢乐而幽默。小说在仪式结束后结束，迪克告诉凡茜，他们的幸福，一定是因为他们之间充满了信心。他说，他们彼此之间没有秘密，“根本没有秘密”。凡茜回答说“从今天开始就没有了”，并改变了话题，想到了“她永远不会说出的秘密”。

## 人物
- 迪克・迪威：梅尔斯托克唱诗班的年轻成员，爱上了凡茜
- 凡茜·戴：乡村学校的新老师
- 梅波德先生：梅尔斯托克的新牧师
- 罗伯特·彭尼：唱诗班成员之一，职业是鞋匠
- 鲁本·迪威：迪克的父亲，一名运输员，梅尔斯托克唱诗班的实际领导人和发言人
- 威廉·迪威：迪克的祖父
- 杰弗里·戴：凡茜的父亲，韦塞克斯伯爵的一个偏远庄园的猎场管理员和管家
- 弗雷德里克·施纳：梅尔斯托克的一位乡绅，也是迪克的情敌

## 影视作品
2005年英国BBC广播公司播放了将哈代的这部小说改编成的电视剧。这部电视片由英国依高斯影业股份有限公司制作，尼克·劳格兰（Nick Laughland）导演，基利·霍斯（饰演：凡茜·戴）、 詹姆士·莫瑞（饰演：迪克·迪威）、本·邁爾斯（饰演梅波德牧师）、史蒂夫·佩姆伯頓（饰演：弗雷德里克·施纳）、汤姆·乔治森（饰演：杰弗里·戴）、托尼·海嘉斯（饰演：鲁本·迪威）等演员主演。
- YouTube视频（页面存档备份，存于）